# Naturschutzgebiet Dörnberg

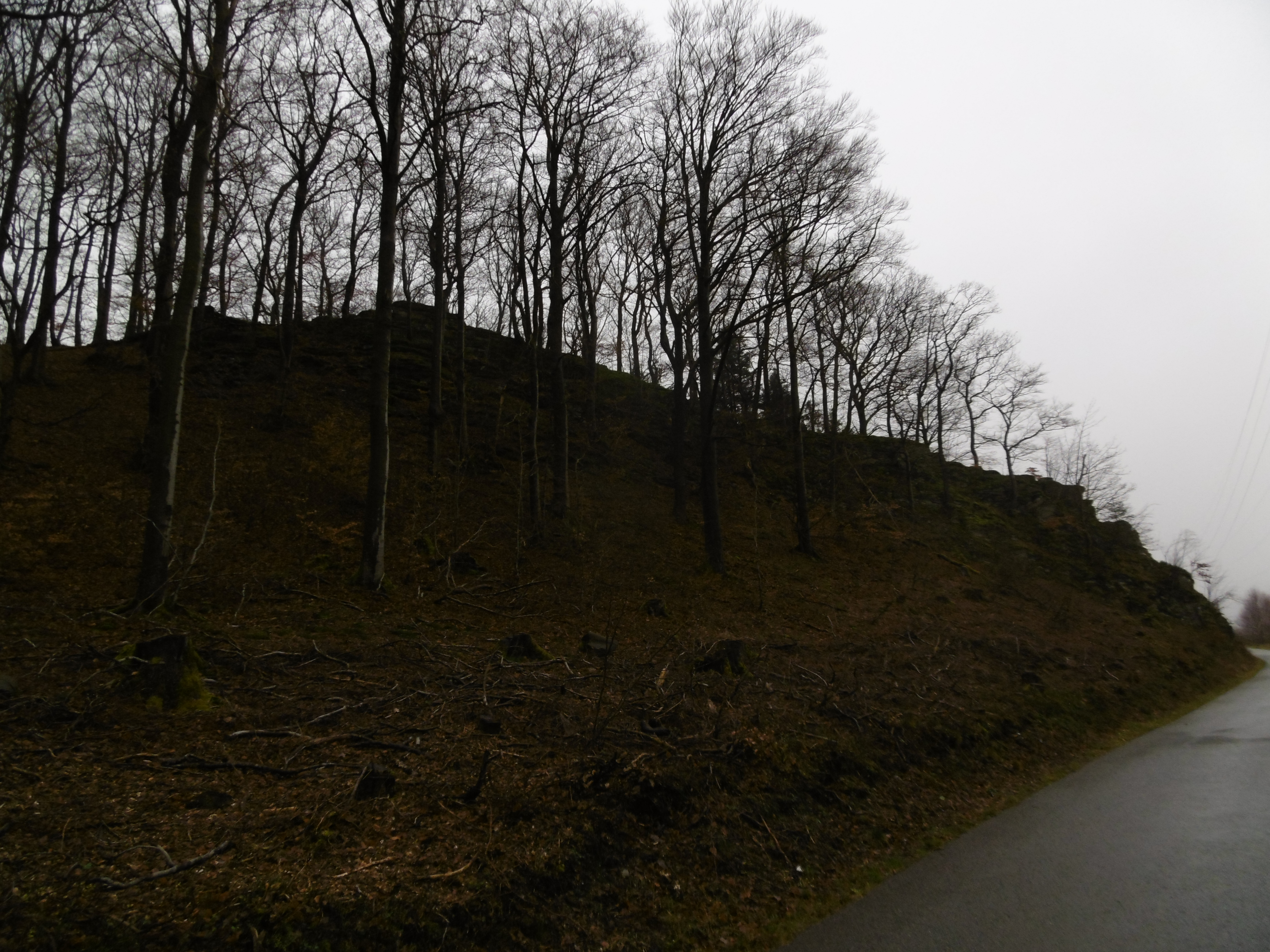
Westrand Naturschutzgebiet Dörnberg

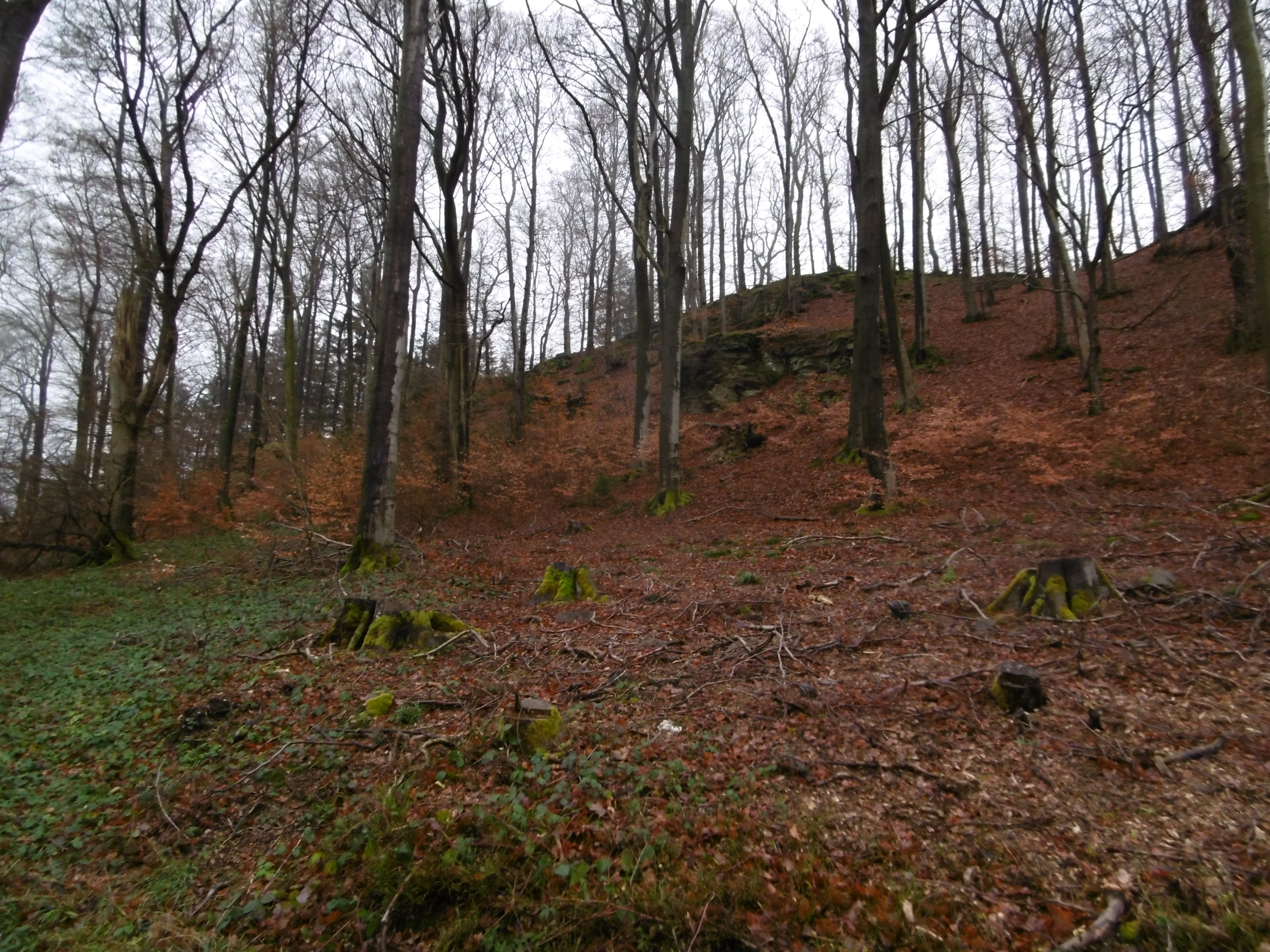
Nordbereich

Das Naturschutzgebiet Dörnberg mit einer Größe von 1,1 ha liegt nordöstlich von Ramsbeck im Gemeindegebiet von Bestwig. Das Gebiet wurde 2008 mit dem Landschaftsplan Bestwig durch den Hochsauerlandkreis als Naturschutzgebiet (NSG) ausgewiesen. Im Landkreis Kassel liegt ein gleichnamiges Naturschutzgebiet.

## Gebietsbeschreibung
Beim NSG handelt es sich um einem eichenreichen, hallenartigen Buchenwald mit starken Altbäumen mit mäßig artenreicher Krautschicht und mit bis zu 10 m hohen Schieferfelsen nordwestlich der ehemaligen Bergbausiedlung Dörnberg. Zur Nordseite fallen die Felsen relativ steil ab. Die Schieferfelsen weisen in der Krautschicht eine typische Vegetation mit verschiedenen Farnen und Moosen auf.  
Der Landschaftsplan schreibt zum Wert des NSG: „Dieser naturnahe, felsdurchsetzte Laubwald bodensaurer Prägung die Buchenwaldkuppe hebt sich im Landschaftsbild deutlich aus den umgebenden Freiflächen und Nadelholzaufforstungen (tlw. Weihnachtsbaumkulturen) heraus.“  

## Schutzzweck
Der Landschaftsplan dokumentiert zum speziellen Schutzzweck des Schutzgebietes: „Erhaltung eines Felsbandes mit aufstockendem Buchen-Eichen-Mischwald, das sich als trockener Sonderstandort in seinen Habitatangeboten für Flora und Fauna von den umgebenden, rel. stark nivellierten Flächennutzungen abhebt und tlw. seltene und gefährdete Pflanzenarten enthält; Sicherung der laubholzbestockten Kuppe als selten gewordener Landschaftsbestandteil, der wegen der naturräumlich bedingten Standort- bzw. Nutzungsungunst als Relikt naturnaher Pflanzengesellschaften in Erscheinung tritt, während solche in der Umgebung weitestgehend durch bergbauliche sowie land- und forstwirtschaftliche „Sekundärnutzungen“ verschwunden sind.“